# Nada Matić
Nada Matić (serbisch-kyrillisch Нада Матић; * 10. Juni 1984 in Shkodra) ist eine serbische Para-Tischtennisspielerin albanischer Herkunft. Sie tritt in der paralympischen Startklasse TT 4 an und nahm 2016 an den Paralympischen Spielen teil. Mit mehreren Medaillengewinnen bei Welt- sowie Europameisterschaften zählt sie zu einer der besten Behindertensportlerinnen überhaupt. Die Serbin ist beim Verein stkiSPIN Novi Sad unter Vertrag.

## Biografie
Nada Matić besuchte die Schule in Dečani im Kosovo. Während des Kosovokriegs wurde sie verwundet, als ihr Bus bei Peć beschossen wurde. Sie wurde für die Operation nach Belgrad gebracht und ist seither an den Rollstuhl gebunden. Bei der Rehabilitation in Stari Slankamen begann sie mit dem Tischtennisspiel. Seit 2003 trainiert sie aktiv in Novi Sad.

## Titel und Erfolge im Überblick

### Paralympische Spiele
- 2016 in Rio de Janeiro: Bronze in der Einzelklasse 4, Silber in der Mannschaftsklasse 4–5

### Europameisterschaften
- 2007 in Kranjska Gora: Silber in der Mannschaftsklasse 4
- 2011 in Split: Gold in der Mannschaftsklasse 4–5
- 2015 in Vejle: Silber in der Einzelklasse 4–5, Silber in der Mannschaftsklasse 4–5
- 2017 in Lasko: Bronze in der Einzelklasse 4–5, Gold in der Mannschaftsklasse 4–5
- 2019 in Helsingborg: Silber in der Einzelklasse 4–5, Gold in der Mannschaftsklasse 4–5

### Weltmeisterschaften
- 2010 in Gwangju: Silber in der Mannschaftsklasse 4
- 2014 in Peking: Bronze in der Einzelklasse 4, Gold in der Mannschaftsklasse 4